# MDAI
MDAI (۶٬۵-متیلن‌دی‌اکسی-۲-آمینوایندان) دارویی است که در دهه ۱۹۹۰ توسط تیمی به سرپرستی دیوید وی. نیکولز در دانشگاه پردو ساخته شد. این ماده به عنوان یک عامل آزاد کننده سروتونین بسیار انتخابی (SSRA) و غیر سمی‌عصبی در شرایط آزمایشگاهی عمل کرده و اثرات انتاکتوژن را در انسان ایجاد می‌کند.

## وضعیت قانونی
از اکتبر ۲۰۱۵ MDAI یک ماده کنترل شده در چین است.
MDAI از سپتامبر ۲۰۱۵ در دانمارک غیرقانونی است.
از دسامبر ۲۰۱۱ MDAI یک ماده کنترل شده در سوئیس است.